# Paula Pedregal
Paula Pedregal (Lisboa, 22 de Julho de 1968) é uma actriz portuguesa.

## Televisão
- Terra Instável - episódio O Rapaz do Trompete RTP 1992
- A Banqueira do Povo RTP 1993 'Telma'
- Na Paz dos Anjos RTP 1993/1994 'Raquel'
- Desculpem Qualquer Coisinha RTP 1994 'Samanta'
- Trapos e Companhia TVI 1994/1995 'Paulinha'
- Vidas de Sal RTP 1996 'Fátima'
- Polícias RTP 1997 'Vítima'
- Terra Mãe RTP 1997-1998 'Aparecida'
- Jornalistas SIC 1999 'Maria João'
- O Bairro da Fonte SIC 2000 'Mãe'

## Cinema
- 2003 - A Passagem da Noite, de Luís Filipe Rocha, 'Professora'
- 2015 - A Peça, de Bruno Canas, 'Paula'